# Lista de deputados estaduais de Minas Gerais da 4.ª legislatura
Esta é uma lista de deputados estaduais de Minas Gerais eleitos para a 4ª Legislatura. São relacionados o nome civil dos parlamentares que assumiram o cargo em 1959, cujo mandato expirou em 1963.

## Composição das bancadas
| Partido | Líder                | Bancada | Posição      |
| ------- | -------------------- | ------- | ------------ |
| PSD     | Hermelindo Paixão    | 24 / 74 | Oposição     |
| PR      | Aécio Cunha          | 17 / 74 | Oposição     |
| PTB     | Waldomiro Lobo       | 12 / 74 | Oposição     |
| UDN     | Osvaldo Pieruccetti  | 11 / 74 | Governo      |
| PSP     | Frederico Pardini    | 5 / 74  | Governo      |
| PTN     | Daniel de Barros     | 3 / 74  | Governo      |
| PDC     | José Fernandes Filho | 1 / 74  | Independente |
| PRP     | Navarro Vieira       | 1 / 74  | Governo      |

## Relação
| Nome                               | Partido | Observações |
| ---------------------------------- | ------- | --- |
| Aécio Ferreira da Cunha            | PR      | Substituído por Cícero Dumont nos períodos de 10/6 a 25/7/1960, de 7/8 a 29/9/1960 e de 3/7 a 21/8/1962. |
| Alvaro Salles                      | PSD     | Substituído por Orlando de Andrade no período de 3/9 a 27/10/1959. |
| Antônio Pacheco Ribeiro            | PR      | Substituído por Mário Rolla no período de 18/5 a 23/6/1959 e Gregoriano Canedo de 9/6 a 4/7/1961 e de 30/11/1962 a 11/1/1963. |
| Athos Vieira de Andrade            | PR      | Substituído por Hélio Gonçalves de Souza no período de 25/4 a 11/5/1961, Gregoriano Canedo de 12 a 28/5/1961, de 17/7 a 1º/8/1961, de 8 a 25/11/1962, e Cícero Dumont de 20/6 a 16/7/1961, de 27/3 a 29/4/1962, de 14/5 a 8/6/1962 e de 29/10 a 7/11/1962. |
| Bonifácio José Tamm de Andrada     | UDN     | |
| Cândido Gonçalves Ulhoa            | PTB     | Renunciou em 26/10/1960, sendo substituído por Joaquim Moreira Júnior, que foi substituído por Synval Siqueira no período de 11/11/1960 a 24/2/1961. |
| Carlos Horta Pereira               | UDN     | Substituído por Nelson Ferreira Leite no período de 9/7 a 24/8/1959. |
| Celso Arinos Motta                 | PSP     | |
| Cristiano de Freitas Castro        | PR      | Substituído por Hélio Gonçalves de Souza nos períodos de 11/5 a 30/6/1959, de 28/9 a 5/10/1961, Gregoriano Canedo de 3/7 a 27/8/1962, de 26/11 a 2/12/1962, e Cícero Dumont de 15 a 25/11/1962. |
| Cyro de Aguiar Maciel              | PR      | Licenciou-se para ocupar o cargo de Secretário de Estado da Educação, sendo substituído por Hélio Gonçalves de Souza no período de 16 a 30/3/1959 e Gregoriano Canedo nos períodos de 31/3/1959 a 31/1/1961, de 22/2 a 5/3/1961 e de 28/8 a 27/9/1962. |
| Daniel de Freitas Barros           | PTN     | Substituído por Eugênio Klein Dutra no período de 9/9 a 28/10/1959 e Feliciano de Oliveira Penna de 30/11 a 18/12/1959. |
| Dermeval José Pimenta Filho        | PTB     | |
| Dirceu Duarte Braga                | PR      | Substituído por Mário Rolla nos períodos de 24/7 a 13/8/1959 e de 28/9 a 6/10/1961. |
| Divino Ramos                       | PTN     | Substituído por José Marcus Cherém nos períodos de 11/9 a 25/10/1959 e de 15 a 17/12/1959, Feliciano de Oliveira Penna de 28 a 30/10/1959, e Eugênio Klein Dutra a partir de 13/12/1960, quando assumiu o cargo de membro do Conselho Administrativo da Caixa Econômica Federal. |
| Dnar Mendes Ferreira               | UDN     | Substituído por Antônio Aureliano Chaves de Mendonça nos períodos de 16/7 a 27/8/1959 e de 18 a 28/8/1960, Nelson Ferreira Leite de 11/9 a 12/10/1959 e de 25/3 a 28/6/1960, e Paulo Salvo no período de 29/8 a 25/9/1960. |
| Domingos Jório Filho               | PTN     | Substituído por Feliciano de Oliveira Penna no período de 14/9 a 28/10/1959 e Eugênio Klein Dutra de 30/11 a 17/12/1959. |
| Elmir Guimarães Maia               | PR      | Substituído por Gregoriano Canedo nos períodos de 20/2 a 30/3/1959, de 8 a 12/3/1961, de 12/4 a 11/5/1961, de 5 a 16/7/1961, de 9 a 13/8/1961, de 14/8/1961 a 19/6/1962, quando assumiu o cargo de Diretor da Companhia Siderúrgica Nacional, e de 23/10 a 7/11/1962, José Zeferino Pires de 29/7 a 13/8/1959, Mário Rolla de 14 a 16/8/1959, Hélio Gonçalves de Souza de 18/11 a 8/12/1959, de 6/8 a 1º/9/1960 e de 27/6 a 4/7/1961, e Cícero Dumont de 14/10 a 29/11/1960. |
| Euclides Pereira Cintra            | PTB     | |
| Euro Luiz Arantes                  | UDN     | Substituído por Milton Salomon Salles no período de 24/7 a 20/8/1959, Gil Vilela de 24/4 a 5/5/1961, e Antônio Aureliano Chaves de Mendonça de 17 a 28/5/1961. |
| Florivaldo Dias de Oliveira        | UDN     | Substituído por Alcides Martins Loyola no período de 20/7 a 26/8/1959, Odilon Rodrigues de Sousa de 23 a 28/8/1960 e de 19 a 28/5/1961, e Antônio Aureliano Chaves de Mendonça de 29/5 a 19/6/1961. |
| Francisco de Castro Pires Júnior   | PSD     | Substituído por Eduardo Lucas Pereira Filho no período de 3/9 a 27/10/1959. Renunciou para ocupar o cargo de Diretor da Companhia Vale do Rio Doce, sendo substituído por Odilon Lobato a partir de 28/11/1962, que foi substituído por Jader Dias de Figueiredo de 30/11 a 13/12/1962. |
| Frederico Pardini                  | PSP     | Substituído por Alberto Perez no período de 12/8 a 11/10/1959, Jaime Ferreira de Brito de 9 a 27/8/1961, e Euclênio Dias Teles Pires de 28 a 30/8/1961. |
| Geraldo Landi                      | PR      | |
| Godofredo Prata Rodrigues da Cunha | PTB     | Licenciou-se para ocupar o cargo de Procurador da Caixa Econômica Federal, sendo substituído por Synval Siqueira a partir de 5/8/1962. |
| Hélvio Moreira dos Santos          | PTB     | |
| Hermelindo Paixão                  | PSD     | |
| Hernanni Maia                      | PTB     | |
| Hilo Wilson Estevam de Andrade     | PSD     | |
| Hugo Aguiar                        | PSD     | Substituído por Domingos Santos no período de 3/9 a 27/10/1959. |
| Israel Pinheiro Filho              | PSD     | |
| João Batista Miranda               | UDN     | Substituído por Paulo Salvo no período de 13/7 a 27/8/1959. |
| João Bello de Oliveira Filho       | PR      | Substituído por Pedro Schwindt Filho no período de 27/7 a 16/8/1959, Hélio Gonçalves de Souza de 27/10 a 4/11/1959 e de 16 a 23/5/1960, Mário Rolla de 26/11 a 6/12/1959 e Cícero Dumont de 24/5 a 9/6/1960, de 7/12/1960 a 20/1/1961, de 28/8 a 27/9/1962 e de 30/11 a 29/12/1962. |
| João Carlos Ribeiro de Navarro     | PTB     | |
| João de Almeida                    | PSD     | Substituído por José Chaves Ribeiro no período de 3/9 a 26/10/1959 e Reni Rabelo de 29/11/1961 a 26/2/1962. |
| João Gomes Moreira                 | PSP     | Substituído por Euclênio Dias Teles Pires nos períodos de 10/8 a 11/10/1959 e de 10 a 30/7/1961, e Alberto Perez de 27/11 a 13/12/1959. |
| João Vidal de Carvalho             | PSD     | |
| Jorge Carone Filho                 | PR      | |
| Jorge Ferraz                       | PR      | Substituído por Geraldo Landi no período de 21/8 a 5/10/1964. |
| José Augusto Ferreira Filho        | PSD     | Renunciou em 6/4/1961, sendo substituído por José Pires da Luz. |
| José Fernandes Filho               | PDC     | Substituído por Aquiles Diniz nos períodos de 2/3 a 2/5/1959, de 25/10 a 29/11/1960 e de 7/12/1960 a 8/1/1961. |
| José Maria de Oliveira Souza       | PSD     | Substituído por João Hermano de Carvalho no período de 3/9 a 27/10/1959. |
| José Pedreira Cavalcanti           | PR      | |
| José Soares de Figueiredo          | PSD     | Substituído por Aluizio de Freitas Autran Dourado no período de 3/9 a 27/10/1959. |
| Khrysantho de Avelar Muniz         | PSD     | Substituído por Reni Rabelo no período de 3/9 a 27/10/1959. Faleceu em 14/9/1962, sendo substituído por José Chaves Ribeiro. |
| Ladislau Salles                    | PTB     | Substituído por João Herculino de Souza Lopes no período de 7/11 a 27/12/1962 e a partir de 16/1/1963, quando ocupou o cargo de Secretário de Estado de Saúde e Assistência. |
| Lourival Brasil Filho              | PSD     | Substituído por Fernando Alkimin de Barros no período de 6 a 26/10/1959, José Chaves Ribeiro de 27 a 28/10/1959, e José Pires da Luz de 29/10 a 27/11/1959. |
| Lúcio de Souza                     | PR      | Substituído por Cícero Dumont no período de 12/4 a 28/5/1961. Licenciou-se para ocupar o cargo de Secretário de Estado de Viação e Obras Públicas, sendo substituído por Gregoriano Canedo a partir de 14/1/963. |
| Luiz Alberto Franco Junqueira      | PSP     | Substituído por Euclênio Dias Teles Pires nos períodos de 11/10 a 8/11/1961 e de 10/11 a 11/12/1961. |
| Luiz Maranha                       | PSD     | Substituído por José Pires da Luz nos períodos de 19/2 a 9/3/1959 e de 3/4 a 6/7/1959. |
| Manoel da Silva Costa              | PSD     | |
| Manoel Taveira de Souza            | UDN     | |
| Mário Hugo Ladeira                 | PR      | |
| Murilo Paulino Badaró              | PSD     | |
| Nacip Raydan Coutinho              | PSD     | Faleceu em 14/4/1962, sendo substituído por Reni Rabelo. |
| Oswaldo Guimarães Tolentino        | PSD     | Substituído por José Pires da Luz no período de 3/9 a 28/10/1959. |
| Oswaldo Pieruccetti                | UDN     | Substituído por José Horacio Bethonico no período de 23/7 a 20/8/1959, Milton Salomon Salles de 21 a 24/8/1959, Nelson Ferreira Leite nos períodos de 25 a 26/8/1959 e de 2/2 a 28/4/1961, quando licenciou-se para ocupar o cargo de Secretário de Estado de Interior, e Paulo Salvo de 28/7 a 28/8/1960 e de 29/4 a 2/5/1961. Renunciou em 3/5/1961, sendo substituído por Paulo Salvo, que renunciou em 6/5/1961, sendo substituído por Gil Vilela. Este renunciou em 10/6/1961, sendo substituído por Alcides Martins Loyola no período de 10 a 18/6/1961 e a partir de 29/11/1962, Antônio Aureliano Chaves de Mendonça de 19/6/1961 a 25/10/1962, e Odilon Rodrigues de Sousa de 26/10 a 28/11/1962. |
| Otelino Ferreira Sol               | PSD     | |
| Paulo Campos Guimarães             | UDN     | Substituído por Gil Vilela no período de 28/7 a 18/9/1959 e Nelson Ferreira Leite de 19 a 29/9/1959 e a partir de 27/4/1961, quando renunciou para ocupar o cargo de Chefe de Gabinete do Governador do Estado. |
| Pio Soares Canedo                  | PSD     | |
| Renato Mário de Avelar Azeredo     | PSD     | Substituído por José Pires da Luz nos períodos de 7/12/1959 a 24/1/1960 e de 27/5/1960 a 7/2/1961, quando licenciou-se para ocupar o cargo de Sub-Chefe da Casa Civil da Presidência da República. |
| Sady da Cunha Pereira              | PR      | Substituído por Hélio Gonçalves de Souza no período de 7/7 a 24/8/1959 e Mário Rolla dia 23/5/1960. |
| Said Paulo Arges                   | PSP     | Substituído por Jaime Ferreira de Brito nos períodos de 18/8 a 11/10/1959, de 14 a 20/7/1961 e de 26 a 30/7/1961, Alberto Perez no período de 27/11 a 13/12/1959, e Euclênio Dias Teles Pires de 31/7 a 27/8/1961. |
| Saulo Diniz                        | PTB     | Substituído por Clodesmidt Riani nos períodos de 6/8 a 7/9/1959 e de 12/10 a 16/11/1959 e a partir de 10/10/1960, quando renunciou para ocupar o cargo de Ministro do Tribunal de Contas de Brasília, sendo substituído por Synval Siqueira de 12/4 a 15/5/1961, de 15/3 a 23/4/1962 e de 8/6 a 6/8/1962. |
| Sebastião Anastácio de Paula       | PSD     | Substituído por Odilon Lobato no período de 3/9 a 27/10/1959. |
| Sebastião Navarro Vieira           | PRP     | Substituído por Heli Duarte de Figueiredo nos períodos de 18/8 a 21/10/1959, de 11/8 a 25/9/1960, de 26/7 a 17/8/1961 e de 20 a 29/6/1962, e José Spártaco Pompeu no período de 2 a 27/7/1962. |
| Sebastião Patrus da Souza          | PTB     | Substituído por Joaquim Moreira Júnior no período de 20/8 a 7/9/1959, Clodesmidt Riani de 8/9 a 5/10/1959, e Synval Siqueira nos períodos de 26/5 a 24/7/1961, de 30/11 a 6/12/1961 e de 16/12/1961 a 14/2/1962. Faleceu em 7/10/1962, sendo substituído por Castellar Modesto Guimarães. |
| Simão Viana da Cunha Pereira       | UDN     | Substituído por Gil Vilela no período de 9/7 a 27/8/1959, Nelson Ferreira Leite de 3/12/1959 a 24/1/1960, e Odilon Rodrigues de Sousa de 7/6 a 16/7/1961. |
| Teófilo Ribeiro Pires              | PR      | |
| Ulisses de Araujo Couto            | PSD     | Substituído por Jader Dias de Figueiredo no período de 3/9 a 27/10/1959. Renunciou em 5/11/1962, sendo substituído por João Hermano de Carvalho. |
| Ulysses Marcondes Escobar          | PR      | Substituído por Cícero Dumont no período de 29/8 a 21/12/1961 e quando licenciou-se para ocupar o cargo de Secretário de Estado de Viação e Obras Públicas de 21/3/1959 a 17/5/1960. |
| Waldomiro Agostinho Lobo           | PTB     | |
| Walthon de Andrade Goulart         | UDN     | Substituído por Odilon Rodrigues de Sousa no período de 14/7 a 27/8/1959, Nelson Ferreira Leite de 2/7 a 28/8/1960, e Paulo Salvo de 3/3 a 2/5/1961. |
| Wilson de Melo Guimarães           | PSD     | Substituído por Ely Franco Ribeiro no período de 3/9 a 27/10/1959. |
| Wilson Modesto Ribeiro             | PTB     | |